# Calceolaria engleriana
Calceolaria engleriana är en toffelblomsväxtart. Calceolaria engleriana ingår i släktet toffelblommor, och familjen toffelblomsväxter.

## Underarter
Arten delas in i följande underarter:
- C. e. engleriana
- C. e. lutea